# Ђузепе Импастато
Ђузепе Импастато, такође познат и као Пепино (5. јануар 1948 – 9. мај 1978), био је италијански политички активиста који се замерио Мафији, која је наредила његово убиство 1978.

## Детињство
Ђузепе Пепино Импастато је рођен у месту Чинизи, у тадашњем округу Палермо у мафијашкој породици. Његов отац Луиђи био је послат у егзил током ере фашизма, и био је близак пријатељ мафијашког шефа Гаетана Бадаламентија. Зет његовог оца, Чезаре Манзела, био је важан мафијаш који је погинуо у нападу ауто-бомбом 1963. године. Као адолесцент, Пепино је прекинуо контакт са својим оцем који га је истерао из куће, и започео низ политичких и културних активности против мафије.
Према речима његовог млађег брата Ђованнија Импастата, Пепинова антимафијашка активност могла је бити изазвана бруталним убиством његовог тече, Чезара Манзеле, који је разнасен у комаде услед ауто-бомбе тооком априла 1963. године, када је Пепино имао петнаест година. Делови његовог стрица - који је у то време био шеф мафије у Чинизију - нађени су у стаблима лимуна на стотине метара од кратера где је аутомобил био. Пепино је био трауматизован. „Је ли то стварно мафија? Ако је ово мафија, борићу се против ње до краја живота."

## Политички активиста
Током 1965, Пепино Импастато је основао часопис Социјалистичка идеја и придружио се левичарској партији (Италијанска социјалистичка партија пролетерског јединства). Он је преузео водећу улогу у активностима нових револуционарних покрета који су се појавили 1968. године. Предводио је борбе сељака из Чинизија, чија је земља експроприсана за изградњу треће писте на аеродрому Пунта Раиси у Палерму, као и спорове између грађевинских радника и незапослених. Године 1975. основао је удружење „Музика и култура” са другим младим људима у Чинизију. Група је организовала дебате, филмске, позоришне и музичке емисије и 1976. године покренула радио-станицу под називом Радио Аут.
Пеппино Импастато је користио хумор и сатиру као своје оружје против мафије. У свом популарном дневном радио програму Onda pazza (Луди талас) исмевао је и политичаре и мафијаше. Свакодневно је откривао злочине и послове мафијаша у „Мафиополију” (Чинизи) и активностима Тана Седута (Tano Seduto), псеудоним Гаетана Бадаламентија, шефа мафије у Чинизију. Ипак, Пепино Импастато и његови пријатељи сматрани су стварном сметњом и "непожељним елементима" од стране власти у граду, а не „поштени” људи као што је Бадаламенти.
Пеппинов брат Ђовани изјавио је пред италијанском Антимафијашком комисијом: „Чинило се да је Бадаламенти био омиљен код карабинијера јер је био миран, поуздан, и увек волео разговор. Скоро се чинило као да је радио њихов посао јер се ништа није догађало у Чинизију, то је био миран градић, Штавише, ми смо били злочинци који су правили неприлике. То је бар оно што су карабинијери мислили. Када сам имао прилику да разговарам са једним од њих - нешто што се није често дешавало јер нисам баш имао поверења у њих - схватио сам да је широко распрострањено уверење да је Тано Бадаламенти један господин и да смо ми ти који стварамо проблеме. [...] „Често сам их виђао како ходају руку под руку са Таном Бадаламентијем и његовим сарадницима. Не можете имати поверења у институције када видите полицајце руку под руку са мафијашима."

Импастато је јасно разумео опасност коју представља Бадаламенти, а Бадаламенти је јасно разумео опасност од Пепина Импастата. Импастатове борбе су биле превише јавне и одлучне, те је мафија одлучила да не допусти да се његове неуморне активности наставе. Наравно, његов отац је покушао да га заштити, али нажалост, погинуо је у саобраћајној несрећи 1977. године, што је могло бити убиство са предумишљајем. Очигледно, Бадаламенти је чекао Чезареову смрт да би издао наређење да се убије Пепино.

## Убиство
Године 1978. Пеппино Импастато је био кандидат на изборима за Веће за демократију пролетаријата у Чинизију. Убијен је током предизборне кампање у ноћи између 8. и 9. маја, тако што је његово тело било везано за локалну железничку пругу, а експлозив је постављен испод њега. Истог дана леш хришћанског демократе бившег премијера Алда Мороа откривен је у улици Виа каетани у Риму. Два дана касније бирачи у Чинизију изабрали су га за одборника.
У почетку су новинари, полиција и истражне судије сматрали да је Пепино Импастато био левичарски терориста који је покушао да бомбардује жељезничку пругу, али је узроковао властиту смрт. Након открића писма које је Импастато написао неколико месеци пре своје смрти, власти су почеле говорити о самоубиству. Захваљујући напорима његовог брата Ђованија Импастата, његове мајке Фелиције Бартолоте Импастато (која је јавно прекинула односе са својим мафијашким рођацима), његових колега активиста, и Сицилијанског архивског центра (основаног у Палерму 1977), одговорност мафије за злочин ће бити идентификована након вишегодишње борбе.
Након изјаве бившег члана Мафије у Чинизију, Салватореа Палацола, који је постао државни сведок, и оптужио Бадаламентија као подстрекача убиства, истрага је формално поново отворена у јуну 1996. године, а у новембру сљедеће године издат је налог за Бадаламентијево хапшење. Године 1998, Антимафијашка комисија Италијанског парламента осноцвала је одбор који је истраживао случај „Импастато“. Дана 6. децембра 2000. године, одбор је објавио извештај у којем су наведене одговорности државних службеника у кривом вођењу истраге. Дана 5. марта 2001. године, суд је прогласио Вита Палацола кривим за убиство, првобитно му изричући казну од тридесет година затвора. Међутим, Суд је касније поништио пресуду. Гаетано Бадаламенти добио је доживотну затворску казну 11. априла 2002.
Пепинова мајка, Фелиција Бартолота Импастато, реаговала је на пресуду на веома достојанствен начин: „Никада нисам гајила жељу за осветом. Све што сам урадила је позив на правду за смрт мога сина. Морам да признам да сам изгубила наду после толико година чекања, никада нисам мислила да ће доћи до овог тренутка. Сада осећам много задовољства, одувек сам знала шта се десило, Бадаламенти је често звао мог мужа Луиђија да се жали на Пепина, и мој муж га је молио да не убије дечака."

## У кинематографији
- 1994. године у италијанској ТВ серији La piovra 7 (, лик Данијела Ранисија, младића који се одриче своје мафијашке породице и започиње вођење сатиричне пиратске радио емисије о њиховим активностима, заснован је на животу Пепина Импастата.
- 2000. године у филму I cento passi, у Режији Марка Тулија Ђордане, ради се о животу и смрти Пепина Импастата.I cento passi (Стотину корака) чинило је раздаљину између Импастатове и Баламенетијеве куће.
- 2004. године италијанска група  издала је песму „I cento passi”" у сећање на Пепина Импастата.
- 2011. године италијанска Ска група  издала је концептуални албум La cretina commedia о животу и делу Пепина Импастата.

- Пепино са оцем, Луиђијем, 1950.
- Пепино са оцем и осталим мафијашима, у средини са наочарима је Вито Бадалменти, 1950.
- Мафијаши Чинизија
- Кућа Гаетана Бадалментија
- Фонтана у парку Пепино Импастато